# Гангстерский фильм
Гангстерский фильм (англ. Gangster film или Mob film, от англ. mob — банда, шайка) — поджанр криминального кино, рассказывающий об организованной преступности. В большинстве классических примеров этого направления действие происходит в США в 1920-е — 1950-е годы — период расцвета гангстерских группировок. В отличие от так называемых полицейских фильмов, в гангстерской драме главными персонажами выступают не служители правопорядка, а преступники и лидеры криминальных сообществ, что часто приводит к попытке оправдания их действий и романтизации их образа жизни.

## История развития

### США
Кинокритик и публицист Алексей Гусев, схематично выстраивая вехи истории развития жанра, полагает, что классическая эпоха гангстерского фильма в США началась картиной «Подполье» (англ. Underworld, Джозеф фон Штернберг, 1927 год) и завершилась лентой «Ревущие двадцатые» (англ. The Roaring Twenties, Рауль Уолш, 1939 год). Позже о тематике забыли вплоть до триумфа «Крёстного отца» (Фрэнсис Форд Коппола, 1972 год). В последние годы гангстеры наиболее часто встречаются в фильмах в стиле ретро: «Проклятый путь» (Сэм Мендес, 2002 год), «Чёрная орхидея» (Брайан Де Пальма, 2006 год), «Подпольная империя» (2010 год) и так далее.
Вероятно, что некоторые этапы развития жанра необходимо рассмотреть шире и подробнее. В качестве первого примера фильма о преступности историки кино называют 11-минутную картину 1906 года «Чёрная рука» (англ. The Black Hand ), в которой два вымогателя угрожают хозяину мясной лавки и его семье расправой в случае невыплаты определённой денежной суммы. Другим часто упоминаемым гангстерским фильмом начала века является лента «Мушкетёры аллеи Пиг» (или «Мушкетёры Свиной аллеи», англ. Musketeers of Pig alley, 1912од).
Интерес к гангстерскому фильму нарастал одновременно с подъёмом нелегального рынка алкоголя во времена «сухого закона», и достиг своего первого пика популярности в годы Великой депрессии. Были выпущены «жанрообразующие» картины: «Маленький Цезарь» (Мервин Лерой, 1931 год), «Враг общества» (Уильям Уэллман, 1931 год) и «Лицо со шрамом» (Говард Хоукс, 1932 год). Персонажей этих фильмов звали по-разному: Рико Банделло, Том Пауэрс или Тони Камонте, но зрители легко угадывали в них Джона Диллинджера или Аль Капоне.
Период, когда режиссёры начали создавать образы известных преступников под настоящими именами, начался во второй половине XX века. Это, например, «Пулемётчик Келли» (Роджер Корман, 1958 год), «Резня в день Святого Валентина» (Роджер Корман, 1967 год), «Диллинджер» (Джон Милиус, 1973 год) и другие. Роджер Корман, руководивший съёмками невероятного количества фильмов (более 400) в определённом смысле стал наставником для целого поколения режиссёров «школы Кормана». Среди них называют и Фрэнсиса Форда Копполу, который вывел фильмы об организованной преступности на уровень высокохудожественного, эпического произведения, «гангстерской саги». Три части «Крёстного отца» не только получили около 50 высших фестивальных наград, но и включены в верхние строчки практически всех кинематографических рейтингов: AFI, 250 лучших фильмов по версии IMDb, Sight & Sound.
Другой этапный фильм, настоящий гангстерский эпос — картина Серджо Леоне «Однажды в Америке» (1983 год), которая стала «антологией, энциклопедией приёмов и выразительных средств гангстерского фильма». Также чрезвычайно успешно работал в этом направлении режиссёр Брайан Де Пальма, создавший более современную версию ленты «Лицо со шрамом» (1983 год), «Неприкасаемые» (1987 год), «Путь Карлито» (1993 год). Классические образцы жанра были поставлены Мартином Скорсезе — «Злые улицы» (1973 год), «Славные парни» (1990 год), «Казино» (1995 год). Характерно то, что все четыре мастера гангстерского кино, обратившиеся к воссозданию истории Маленькой Италии, — этнические итальянцы.
С начала 1970-х годов некоторые специалисты выделяют два направления, в которых стал развиваться гангстерский фильм: ретро-стилизация, часто с комедийным уклоном, с одной стороны, «эстетизация и интеллектуализация» с другой. К первому направлению можно отнести ленты «Афера» (Джордж Рой Хилл, 1973 год), «Клуб „Коттон“» (Ф. Ф. Коппола, 1984 год), «Замужем за мафией» (Джонатан Демми, 1988 год) и другие. Ко второму — «Французский связной» (Уильям Фридкин), «Убийство китайского букмекера» (Джон Кассаветис, 1976 год) и другие. О повышении значимости гангстерского фильма в голливудской иерархии жанров свидетельствует тот факт, что 4 года подряд (с 1971 по 1974) «Оскар» за лучший фильм присуждался произведениям этого жанра («Афера», «Крёстный отец», «Крёстный отец 2» и «Французский связной»).

### Франция, Италия
Из европейских стран кинопроизводство гангстерских фильмов было наиболее востребовано во Франции и Италии. В отличие от американских образцов, главными персонажами там становились не лидеры «семей» мафии, преступных сообществ, а один — два партнёра, по стечению обстоятельств противопоставляющих себя всему миру. Вершинами европейского гангстерского кино считаются ленты «Не тронь добычу» (Жак Беккер, 1954 год) с Жаном Габеном, «Месть Марсельца» (Жан Беккер, 1961 год) с Бельмондо, «Самурай» (Жан-Пьер Мельвиль, 1967 год) с Аленом Делоном. На протяжении почти 30 лет Бельмондо и Делон оставались наиболее узнаваемыми лицами гангстерского кино «европейского разлива»: от «Борсалино» (1970 год) до «Один шанс на двоих» (1998 год).

### Россия
Первые гангстерские фильмы — фильмы об организованной преступности стали появляться еще во времена СССР. Наиболее характерной является частично основанная на реальных событиях лента «Воры в законе» (1988), где впервые для советского зрителя был показан мир высших криминальных авторитетов — «воров в законе».
Преступность — злободневная проблема 1990-х годов, — просуществовала как популярная тема в кинематографе России достаточно недолго. Поджанр пережил рождение, взросление и стремительный закат буквально в течение одного десятилетия. Несколько относительно ярких фильмов и многочисленные ленты массовой культуры не смогли сформировать самостоятельное внятное направление бандитского («братского») кино и противопоставить его американскому гангстерскому фильму. Леворадикальная пресса при полемичности социальных выводов даёт точную оценку творческой вторичности российских фильмов об организованной преступности:

Любое значительное произведение искусства появляется на свет как выразитель тех общественных процессов, которые в данный момент доминируют в обществе. Вот и знаменитые гангстерские саги в кино — «Крёстный отец», «Однажды в Америке» (обе — США) и «Бригада» (Россия) — появились не из воздуха, а пришли к нам благодаря тем процессам, которые были характерны для преступного мира двух стран — США и России. Термин «два мира — две преступности» потерял в России свою актуальность, результатом чего и стало появление сериала «Бригада» — фактической «кальки» с американских фильмов «Крёстный отец» и «Однажды в Америке». С последним у неё родство сюжетное, с первым — концептуальное. Настолько разительно похожи социальные причины, благодаря которым все эти фильмы появились на свет.
Критики отмечают многочисленные технические недоработки, допускаемые в процессе кинопроизводства российских «бандитских» фильмов (съёмки на видео с последующей цифровой обработкой, грязный звук с посторонними шумами и т. п.). Кроме того, имеются серьёзные претензии к сюжетам, авторы которых используют навязчивые штампы, черпая их из «книг и фильмов такого же уровня».